# Cámara Federal en lo Penal de la Nación
La Cámara Federal en lo Penal de la Nación (CFPN) fue un tribunal argentino constituido en 1971 por el gobierno de facto autodenominado «Revolución Argentina» con el objetivo de juzgar lo que este definía como «delincuencia extremista».
Fue eliminada en 1973 por ley del Congreso Nacional.

## Antecedentes
Desde el golpe de Estado del 28 de junio de 1966, la Argentina estaba gobernada por el gobierno de facto autodenominado «Revolución Argentina». El nuevo gobierno estableció el Estatuto de la Revolución Argentina en reemplazo de la Constitución.

## La Cámara
Fue creada por Decreto-Ley N.º 19 053 (publicada el 1 de junio de 1971) del presidente de facto Alejandro Agustín Lanusse, en aprobación de un proyecto confeccionado por el ministro de Justicia Jaime Perriaux. La nueva cámara se constituía por nueve jueces, tres secretarios, un prosecretario y doce secretarios letrados.
Pese a su corta existencia, atendió numerosos casos y dictó numerosas condenas a prisión.
Durante el tiempo que existió, los defensores intentaron infructuosamente demostrar que la CFPN violaba la Constitución, indicando que había sido creada por el poder ejecutivo de una dictadura, entre otras cosas. También se denunció que los jueces obtenían confesiones bajo tortura.
El 28 de mayo de 1973, el Congreso Nacional aprobó la Ley N.º 20 510, que derogó todas las leyes dictadas por la Revolución Argentina, suprimiendo la CFPN.